# Fenghao
Fenghao (in cinese: 灃鎬, in caratteri simplificati 沣镐, Fēnghào) è il nome moderno della città gemina formata dalle due capitali degli Zhou Occidentali Feng e Hao, che sorgevano sulle rive opposte del fiume Feng, alla sua confluenza con il fiume Wei, nello Shaanxi, Cina.

## Storia
Quando il duca Wen (regnante da circa il 1099 al 1050 a.C.) estese il dominio degli Zhou verso est nello Shanxi in preparazione di un assalto ai suoi signori nominali Shang, egli costruì una nuova capitale sulla sponda occidentale del fiume Feng, a circa 100 km più a valle della capitale originale di Zhou, che sorgeva sul fiume Wei, sotto al monte Qi.
Questa nuova città fu chiamata Feng o Fengjing (in cinese 灃京, Fēngjīng).
Dopo che suo figlio Fa sconfisse i Shang a Muye e ascese al trono col nome di Re Wu (regnante da circa il 1046 al 1043 a.C.), la capitale fu trasferita a un nuovo sito posto sulla sponda orientale, chiamato Hao o Haojing (in cinese 鎬京, Hàojīng).
Le due città formarono così una capitale gemina: a Feng si continuavano i rituali nel tempio ancestrale degli Zhou e si trovavano i giardini, mentre a Hao sorgevano il palazzo reale e gli uffici dell'amministrazione e del Governo.
Entrambe le città furono abbandonate nel 771 a.C., nel corso dell'invasione dei Quanrong, che respinsero gli Zhou fuori dalla valle del fiume Wei, facendo terminare la loro dinastia occidentale.
La capitale degli Zhou Orientali fu stabilita a Chengzhou.

## Rovine
Le rovine di Fenghao sorgono a sudovest dell'attuale Xi'an, nello Shaanxi.
Il sito è stato dichiarato sito importante del patrimonio culturale nazionale dal Consiglio di Stato della Repubblica Popolare Cinese nel 1961.